# Las Acequias
Las Acequias é um município da província de Córdova, na Argentina.